# Banayoyo

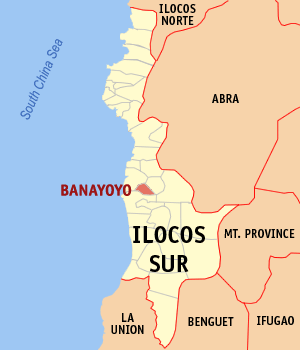
Bản đồ Ilocos Sur với vị trí của Banayoyo

Banayoyo là một đô thị hạng 5 ở tỉnh Ilocos Sur, Philippines. Theo điều tra dân số năm 2000 của Philipin, đô thị này có dân số 6.728 người trong 1.364 hộ.

## Các đơn vị hành chính
Banayoyo được chia ra 14 barangay.
- Bagbagotot
- Banbanaal
- Bisangol
- Cadanglaan
- Casilagan Norte
- Casilagan Sur
- Elefante
- Guardia
- Lintic
- Lopez
- Montero
- Naguimba
- Pila
- Poblacion